# Xã Union, Quận Fayette, Iowa
Xã Union (tiếng Anh: Union Township) là một xã thuộc quận Fayette, tiểu bang Iowa, Hoa Kỳ. Năm 2010, dân số của xã này là 412 người.